# Trúc Thông
Trúc Thông (tên khai sinh là Đào Mạnh Thông; 1940–2021) là nhà thơ Việt Nam, được tặng Giải thưởng Nhà nước về Văn học Nghệ thuật vào năm 2017. Tác phẩm được nhiều người biết đến và yêu thích của ông là bài thơ lục bát Bờ sông vẫn gió.

## Tiểu sử
Trúc Thông (tên khai sinh là Đào Mạnh Thông) sinh ngày 08 tháng 02 năm 1940 tại làng Ngô Khê, (nay là xóm 6) xã Bình Nghĩa, huyện Bình Lục, tỉnh Hà Nam.
Từ năm 1959 đến năm 1962, Trúc Thông nhập ngũ, tham gia Quân đội Nhân dân Việt Nam.
Năm 1964 đến năm 1968, ông học và tốt nghiệp khoa Ngữ văn trường Đại học Tổng hợp Hà Nội. Từ năm 1968 đến năm 2010, ông là biên tập viên văn học tại Ban Văn nghệ, Đài Tiếng nói Việt Nam cho đến lúc nghỉ hưu.. Ngoài ra ông còn làm biên tập viên Tạp chí Thơ của Hội Nhà văn Việt Nam.
Ông là hội viên Hội Nhà văn Việt Nam từ năm 1990.
Năm 2008, Trúc Thông bị tai biến mạch máu não phải nằm cấp cứu ở Bệnh viện Hữu nghị Việt Xô. Ngày 26 tháng 12 năm 2021, ông qua đời tại nhà riêng ở Hà Nội.

## Sự nghiệp
Trúc Thông được giới văn học xem là người đi đầu trong các nhà thơ đổi mới ở miền Bắc.
Ông từng xuất bản nhiều tập thơ: Chầm chậm tới mình (thơ, 1985), Maraton (thơ, 1993), Một ngọn đèn xanh (thơ, 2000), Văn chương ngẫu luận (lý luận phê bình, 2003), Vừa đi vừa ở (thơ, 2005), Mẹ và em (bình thơ, 2006), Trúc Thông tiểu luận (bình thơ, 2013), Trúc Thông thơ (2014).
Bài thơ Cao Bằng của ông được in trong sách giáo khoa Tiếng Việt lớp 5, tập 2. Bài thơ được nhiều người biết tới và yêu thích của ông là bài thơ lục bát Bờ sông vẫn gió. Bài thơ này cũng được giới phê bình văn học coi là một trong những bài thơ hay nhất viết về mẹ trong thi ca Việt Nam hiện đại.
nhà thơ Nguyễn Quang Thiều, Chủ tịch Hội Nhà văn Việt Nam  
Ông đã nhận được nhiều giải thưởng về văn học: Giải thưởng thơ của Hội Liên hiệp Văn học Nghệ thuật Hà Nội (1990 – 1995) cho tập Ma-ra-tông; Giải thưởng của Hội Nhà văn Hà Nội năm 2000; Giải B của Hội Nhà văn Việt Nam năm 2000 cho tập thơ Một ngọn đèn xanh.
Năm 2017, ông được tặng Giải thưởng Nhà nước về Văn học Nghệ thuật với cụm tác phẩm: Một ngọn đèn xanh (tập thơ); Ma-ra-tông (tập thơ).

## Tác phẩm chính
- Chầm chậm tới mình (thơ, 1985);
- Ma-ra-tông (thơ, 1993);
- Một ngọn đèn xanh (thơ, 2000);
- Văn chương ngẫu luận (lý luận phê bình, 2003);
- Vừa đi vừa ở (thơ, 2005);
- Mẹ và em (bình thơ, 2006);
- Trúc Thông tiểu luận – bình thơ (lý luận phê bình, 2013);
- Trúc Thông - thơ (2014).

Nguồn:

## Vinh danh
- Giải thưởng Nhà nước về Văn học Nghệ thuật năm 2017.

### Giải thưởng văn học
- Giải thưởng Hội Liên hiệp Văn học Nghệ thuật Hà Nội 1990 - 1995
- Giải thưởng Hội Nhà văn Hà Nội năm 2000
- Giải B Hội Nhà văn Việt Nam năm 2000